# Fußball-Weltmeisterschaft 1938/Ungarn
Dieser Artikel behandelt die ungarische Fußballnationalmannschaft bei der Fußball-Weltmeisterschaft 1938.

## Qualifikation
| Ungarn | Ungarn 1918 | - | Griechenland | Königreich Griechenland | 11:1 | Zsengellér 15' 23' 25' 65' 81', Titkos 18' 75', Vincze 26', Nemes 34' 40' 52' / Makris 89' |

## Aufgebot
| Name             | Verein zu WM-Beginn | Geburtstag |
| Torhüter         | Torhüter            | Torhüter   |
| ---------------- | ------------------- | ---------- |
| József Háda      | Ferencvárosi TC     | 02.03.1911 |
| József Pálinkás  | Szeged FC           | 10.03.1912 |
| Antal Szabó      | MTK Hungária FC     | 04.09.1910 |
| Abwehr           |                     |            |
| Sándor Bíró      | MTK Hungária FC     | 19.08.1911 |
| Lajos Korányi    | Ferencvárosi TC     | 15.05.1907 |
| Mittelfeld       |                     |            |
| István Balogh    | Újpesti TE          | 21.09.1912 |
| János Dudás      | MTK Hungária FC     | 1911       |
| Gyula Lázár      | Ferencvárosi TC     | 24.01.1911 |
| Gyula Polgár     | Ferencvárosi TC     | 08.02.1912 |
| Béla Sárosi      | Ferencvárosi TC     | 15.08.1919 |
| Antal Szalay     | Újpesti TE          | 12.03.1912 |
| György Szűcs     | Újpesti TE          | 23.04.1912 |
| József Turay     | MTK Hungária FC     | 01.03.1905 |
| Angriff          |                     |            |
| Mihály Bíró      | Ferencvárosi TC     |            |
| László Cseh      | MTK Hungária FC     | 04.04.1910 |
| Vilmos Kohut     | Olympique Marseille | 17.07.1906 |
| György Sárosi    | Ferencvárosi TC     | 16.09.1912 |
| Ferenc Sas       | MTK Hungária FC     | 16.08.1915 |
| Pál Titkos       | MTK Hungária FC     | 08.01.1908 |
| Géza Toldi       | Ferencvárosi TC     | 11.02.1909 |
| Jenő Vincze      | Újpesti TE          | 20.11.1908 |
| Gyula Zsengellér | Újpesti TE          | 27.12.1915 |
| Trainer          |                     |            |
| Alfréd Schaffer  | Alfréd Schaffer     | 13.02.1893 |

## Spiele der ungarischen Mannschaft

### Achtelfinale
| ca. 8.000 | Vélodrome Municipal (Reims) | Ungarn | Niederländisch-Indien | Conrié (Frankreich) | 6:0 (4:0) | 1:0 Kohut (13.) 2:0 Toldi (15.) 3:0 Sárosi (28.) 4:0 Zsengellér (35.) 5:0 Zsengellér (78.) 6:0 Sárosi (89.) |

Der spätere Finalist hatte mit dem klaren Außenseiter-Team aus Niederländisch-Indien keinerlei Probleme.

### Viertelfinale
| 14.000 | Stade Victor Boucquey (Lille) | Schweiz | Ungarn | Barlassina (Italien) | 0:2 (0:1) | 0:1 Sárosi (40.) 0:2 Zsengellér (89.) |

Die Schweizer mussten sich den Ungarn mit 0:2 beugen.

### Halbfinale
| 22.000 | Parc des Princes (Paris) | Ungarn | Schweden | Leclerq (Frankreich) | 5:1 (3:1) | 0:1 Nyberg (1.) 1:1 Zsengellér (19.) 2:1 Sas (37.) 3:1 Zsengellér (39.) 4:1 Sárosi (65.) 5:1 Zsengellér (85.) |

Schweden wollte im Halbfinale gegen die Ungarn da weitermachen, wo es gegen Kuba aufgehört hatte und führte bereits nach einer Minute durch Nyberg mit 1:0. Zsengellér mit einem Dreierpack (19., 39. und 85.), Sas (37.) und Sárosi (65.) machten jedoch jede schwedische Hoffnung zunichte. Es wird überliefert, dass sich die Magyaren gegen die Skandinavier sogar schon fürs Finale schonten und in der letzten halben Stunde nur noch das Nötigste taten...

### Finale
| 60.000 | Stade Olympique de Colombes (Paris) | Ungarn | Italien | Capdeville (Frankreich) | 2:4 (1:3) | 0:1 Colaussi (6.) 1:1 Titkos (8.) 1:2 Piola (16.) 1:3 Colaussi (35.) 2:3 Sárosi (70.) 2:4 Piola (82.) |

Im Finale trafen Italien (Stärken: Kampf, Erfolgsbessenheit, Cleverness) und Ungarn (Stärken: Technik, Eleganz, Angriff) aufeinander. Die favorisierten Italiener gingen schon nach sechs Minuten durch ihren Linksaußen Colaussi in Front. Ungarn glich umgehend durch seinen Linksaußen Titkos (8.) aus. Ein toller Spielzug über vier Stationen landete in der 16. Minute vor den Füßen des wohl besten Italieners, Silvio Piola. Seine ‚Bombe‘ aus ca. 10 Metern schlug unhaltbar für Keeper Szabó ein. Auch beim vorentscheidenden 3:1 war Piola involviert. Sein Zuckerpass auf Colaussi nutzte dieser kaltblütig aus (35.). Dank seiner stabilen Abwehr überstand die Pozzo-Truppe auch die wütenden Angriffsversuche der Ungarn nach dem Seitenwechsel. Nicht verhindern konnten die Italiener jedoch das Anschlusstor zum 2:3 durch Ungarns Mannschaftskapitän Dr. Sárosi (70.). Wieder war es Piola, dessen kraftvoller Linksschuss zum 4:2 (80.) auch die letzten Hoffnungen der Magyaren zerstörte. 55.000 Zuschauer, die mehrheitlich den vermeintlich Schwächeren, das Team Ungarns, anfeuerten, mussten neidlos anerkennen, dass die bessere Mannschaft ihren Titel verteidigen konnte.